# Karl Leonhard Gottlieb Ehler
Karl Leonhard Gottlieb Ehler, auch Carl, (* 8. September 1685 in Danzig; † 22. November 1753 ebenda) war ein deutscher Politiker und Astronom. Von 1740 bis 1753 war er Bürgermeister der Stadt Danzig.

## Leben
Ehler wurde 1685 als Sohn des Danziger Ratsherrn Carl Ehler und dessen  Frau Konstantina geboren. Sein Großvater war der Danziger Bürgermeister Friedrich Ehler. Ab 1700 besuchte er das Akademische Gymnasium Danzig. 1705 begann er ein Studium in Königsberg, welches er 1706 in Frankfurt (Oder) und 1707 in Leiden fortsetzte. Ab 1711 arbeitete er als Stadtratssekretär. 1713 heiratete er Anna Florentina Franckenberger. 1722 war er als Schöffe am Gericht tätig. Seine politische Karriere begann er 1727 als Ratsherr. Zudem war er ab 1730 als Richter tätig. Während der Belagerung von Danzig 1734 nahm er Position für August II ein. Von 1740 bis 1753 war er Bürgermeister von Danzig.
Ehler war zeitweise in Berlin als Astronom tätig, wo er Gottfried Wilhelm Leibniz kennenlernte. Neben Leibniz korrespondierte Ehler auch mit den Mathematikern Johann Christoph Gottsched und Leonhard Euler.
Die Korrespondenz mit Euler ist insbesondere von Bedeutung, da Ehler in dieser Euler auf das Königsberger Brückenproblem hinweist, dessen Lösung durch Euler später als eine der ersten Arbeiten auf dem Gebiet der Graphentheorie gelten würde.